# Мохд Абуаси
Мохд Рахуан Абуаси е български политолог от арабски произход.

## Биография
Мохд Абуаси е роден през 1960 година в град Рамала, Палестина. Преселва се в България през 1984 година. В края на 90-те години става български гражданин.
Завършва журналистика в Софийския университет и защитава докторат по политология. Професионалните му интереси са свързани с ислямския фундаментализъм. Директор е на Центъра за близкоизточни изследвания - българска неправителствена организация, регистрирана през 2005 г. в София.